# ستيريون صخري
ستيريون صخري (الاسم العلمي:Satyrium rupestre) هو نوع من النباتات يتبع جنس الستيريون من الفصيلة السحلبية.